# Эллиот-Мюррей-Кининмонд, Гилберт, 7-й граф Минто
Гилберт  Тимоти Джордж Ларистон Эллиот-Мюррей-Кининмаунд, 7-й граф Минто (англ. Timothy Elliot-Murray-Kynynmound, 7th Earl of Minto; род. 1 декабря 1953) — британский наследственный пэр, бизнесмен и консервативный член Палаты лордов. Носил титул учтивости — виконт Мелгунд  с 1975 по 2005 год. Ранее он был исполнительным директором британской компании по производству канцелярских товаров Paperchase.
Титулы: 7-й граф Минто, графство Роксбург (с 7 сентября 2005 года), 7-й виконт Мелгунд из Мелгунда, графство Форфар (с 7 сентября 2005), 7-й барон Минто из Минто, графство Роксбург (с 7 сентября 2005), 10-й баронет Эллиот из Хедшоу (с 7 сентября 2005 года).

## Биография
Родился 1 декабря 1953 года. Единственный сын Гилберта Эллиота-Мюррея-Кининмаунда, 6-го графа Минто (1928—2005), и его первой жены, леди Кэролайн Чайлд Вильерс (род. 1934). Он получил образование в Итонском колледже и Политехнический институт Северо-Восточного Лондона, который окончил в 1983 году со степенью бакалавра наук. Получил звание лейтенанта шотландской гвардии и был принят в Королевскую роту лучников.
Граф Минто проживает в Англии, но поддерживает постоянные связи с Шотландией, как и его родители.
Он сменил своего отца на посту графа 7 сентября 2005 года. Имущество его отца было предметом спора между графом и третьей женой его отца.
30 июля 1983 года он женился на Диане Барбаре Траффорд, дочери Брайана и Одри (урождённой Тейлор) Траффорд. У них было четверо детей:
- Гилберт Фрэнсис Эллиот-Мюррей-Кининмаунд, виконт Мелгунд (род. 15 августа 1984), старший сын и наследник отца.
- Достопочтенный Лорн Дэвид Эллиот-Мюррей-Кининмаунд (род. и умер 1986)
- Достопочтенный Майкл Тимоти Эллиот-Мюррей-Кининмаунд (род. 1987)
- Леди Клэр Патрисия Эллиот-Мюррей-Кининмаунд (род. 1991)

Граф Минто стал членом Палаты лордов в октябре 2022 года, заняв второе место на дополнительных выборах, заменив виконта Аллсуотера и барона Колвина.
27 марта 2023 года граф Минто был назначен государственным министром Министерства бизнеса и торговли.